# Васос Мавровунотис
Васос Мавровунотис (грч. Βάσος Μαυροβουνιώτης; у буквалном преводу „Васо Црногорац“; рођен као Васо Брајовић или Васо Брајевић; око 1797, Мојдеж — 9. јун 1847), српски ратник из Боке которске, који је играо значајну улогу у Грчкој револуцији против Осмалијског султаната током 1821. године.

## Биографија
Родио се у Мојдежу око 1797. године, у фамилији која води поријекло из Бјелопавлића. Родитељи Симо и Марија Брајовић живели су у месту Маријанопољ, у јужној Русији. Од своје ране младости придружио се црногорским и другим побуњеничким снагама и редовно предводио походе широм Балкана. У току 1821. године предводио је групу састављену од 120 људи са простора Србије и Црне Горе и Грка, и укључио се у Грчку револуцију током њених почетака. Његов први циљ је био у средишњој Грчкој где се састао са Никосом Криезотисом, старим ратним другом са којим је био „Влами“, односно брат по крви. Током 1822. године учествовао је у борби против Турака у Атини где је показао храброст и био признат као један од најбољих бораца свог времена.
Године 1824. избио је Грчки грађански рат и Мавровунотис се са владом придружио снагама које су углавном биле састављене од Грка које знао од раних фаза револуције. За своју оданост страни која је коначно победила у домаћем сукобу, додељен му је чин генерала и дата група од 1.500 људи. У периоду 1826—27 био је један ретких герилаца који нису поражени од египатских снага предвођених Ибрахим-пашом, снага које су замало уништиле грчке снаге. У новоуспостављеној грчкој држави постао је члан елите (у ствари ађутант краљев) која је окруживала грчког краља Отоа I из Баварске.
Умро је 9. јуна 1847. године и био је веома цењен у грчком народу као један од вођа Узрока и као један од водећих личности независне државе.

## Породица
Мавровунотис се оженио Хеленом Пангалуом из веома угледне грчке породице 1826. године, и она га је пратила током сурових похода у грчким планинама против Турака. Умрла је 1891. године, а са њом је имао синове Тимелеона и Александроса Васоса, који су такође били грчки ратници. Тимелеон (грч. Τιμολέων Βάσσος; 1836, Атина — октобар 1929, Атина) је такође постао генерал и одликован је у бројним приликама због својих дела и успеха као војно лице у другој половини XIX века.

## Питање народности
Подељена су мишљења о његовој етничкој припадности: једни говоре да је Србин, а други да је албански Грк.

## Насљеђе
Постављен му је споменик 19. децембра 2003. године на Булевару Лењина у Подгорици, док је сљедећег дана откривен поводом Дана ослобођења Подгорице.

## Лазар Томановић о Васи Брајовићу
Лазар Томановић у монографији објављеној 1873. године у XXX књизи Српско-далматинског магазина Бокељи у рату за ослобођење грчко наводи имена неких Бокеља који су учествовали у том рату. Најзнаменитији је био Васо Брајовић из Новог. Предводио је 700 убојника. Томановићу је о њему причао професор, капетан и честитит Србин Мато Мрша, савременик и свједок догађаја. Васо је постао краљевски ађутант. Настанио се у Атини. Након развода са првом женом, друга му умире, па га је са првом женом поново спојио архиепископ Атински. Имао је два сина. Када је краљ Ото Грчки чуо да Васо умире, отишао је да га посети у 10 сати ноћу. Васо се на самрти захвалио краљу на посети речима: Хвала нашему величеству које ослађава пошљедње тренутке живота мога. Краљ га је увек частио насловом: мој вјерњејши - због верности коју је показао. Лазар Ђурковић из Рисна, био је стари побратим Васов и једна од јунака у Грчкој. Говорећи Томановићу о ослобођењу Триполице од Турака, Мрша наводи да, када се почело дијелити благо и робље, Васо је узео само оружје неког турског великаша, којег је убио. Васо је рекао да у Грецију није дошао да се обогати, него да се бори за часни крст и златну слободу.